# 纳米比亚
納米比亞共和國（德語：Republik Namibia），通稱納米比亞（Namibia），是位於南部非洲西面的共和國。它西部瀕臨大西洋，北部接壤贊比亞和安哥拉，東部連接博茨瓦纳，而在南部則與南非相鄰，雖然納米比亞與津巴布韋無領土接壤，但兩國在贊比西河河岸僅相隔200餘米相望。納米比亞海拔在1,000米至2,000米之間，乾旱少雨，屬於亞熱帶和半乾旱氣候。納米比亞分為13個行政區和50個地方政府，它的首都和最大城市是溫得和克。在納米比亞獨立戰爭之後，納米比亞於1990年3月21日從南非統治下獲得獨立。它也是聯合國、英聯邦、非洲聯盟和南共體的成員國。
納米比亞是撒哈拉沙漠以南非洲最乾旱的國家，最早居住在納米比亞的是桑人、達馬拉人和納馬人。自大約14世紀以來，隨著班圖人的擴張，班圖人的一部分移民抵達納米比亞。從那時起，班圖人的其中一個分支──奧萬博人就佔據了納米比亞。自19世紀後期以來，奧萬博人就已經成為納米比亞的多數人口。
1878年，當時屬於英國的開普殖民地吞併了華維斯灣港口和企鵝群島，而這些地區亦成為南非聯邦於1910年成立時的其中一部分。1884年，德意志帝國統治了納米比亞大部分地區作為保護國。此後，德國開始發展納米比亞的基礎設施和農業，並維持管治直到1915年，南非軍隊擊敗德國軍隊為止。在第一次世界大戰結束後的1920年，國際聯盟授權並委任南非聯邦對前德屬西南非洲進行託管。南非對西南非洲實施其法律，包括種族分類政策和各種規則。
從1948年開始，隨著南非國民黨當選，南非也將其種族隔離應用於當時的西南非。
在20世紀後期，由於納米比亞本土的政治家起義以及政治代表尋求獨立，導致聯合國在1966年承擔對西南非的直接責任，但南非保持了事實上的統治。1973年，聯合國承認西南非洲人民組織是納米比亞人民的正式代表。該黨由奧萬博人控制，奧萬博人是納米比亞的多數人口。繼持續的游擊戰之後，南非於1985年在納米比亞設立了臨時行政當局。1990年，納米比亞從南非獲得完全獨立。然而，直到1994年，華維斯灣和企鵝群島一直處於南非控制之下。
納米比亞擁有302萬人口，擁有穩定的多黨議會民主制度。農業、畜牧業、旅遊業和採礦業（包括鑽石、鈾、金、銀和卑金屬的開採）構成了其經濟的基礎。大型及乾旱的納米比沙漠使納米比亞成為世界上人口密度最低的國家之一。

## 历史

### 国名
国家的名字来自于纳米布沙漠，这是世界上最古老的沙漠。纳米布这个名字本身源自科伊科伊语，意思是“广阔的地方”。这个词是由Mburumba Kerina选择的，他最初提出了“纳米布共和国”这个名字。 在1990年独立之前，该地区首先被称为德属西南非洲，然后是西南非洲，反映了德国人和南非人的殖民占领。

### 前殖民时代
纳米比亚的旱地自史前时代就有桑人、达马拉人（Damara）和纳马人（Nama）居住。14世纪左右，在班图人从非洲中部扩张的过程中，班图人移民开始到达纳米比亚。
从18世纪末开始，来自南非开普殖民地的奥兰姆人（Oorlam people）越过奥兰治河，进入今天的纳米比亚南部地区。 他们与游牧的纳马部落的接触基本上是和平的。他们很好地接待了陪同奥兰姆的传教士，允许他们使用水坑并且按年支付放牧的费用。 然而，在进一步向北的路上，奥兰姆在温得和克、戈巴比斯和奥卡汉贾遇到了奥瓦-赫雷罗的部族，他们抵制他们的侵占行为。纳马-赫雷罗战争于1880年爆发，在德意志帝国向有争议的地方部署军队并巩固了纳马人、奥拉姆人和赫雷罗人之间的现状后，敌对行动才有所缓和。
1878年，当时是英国殖民地的好望角吞并了鲸湾港和近海企鹅群岛；这些地方在1910年新的南非联邦成立时成为其不可分割的一部分。
第一个登岸并探索该地区的欧洲人是葡萄牙航海家迪奥戈·康（1485年）和巴爾托洛梅烏·迪亞士（1486年），但葡萄牙人并没有试图占领该地区。与撒哈拉以南非洲的大部分内陆地区一样，纳米比亚直到19世纪才被欧洲人广泛地探索。当时，商人和定居者主要来自德国和瑞典。1870年，芬兰传教士来到纳米比亚北部地区，在奥万博人（Ovambo）和卡万戈人（Kavango）中传播路德教。 19世纪末，Dorsland跋涉者在从德兰士瓦到安哥拉的路上穿过该地区。他们中的一些人在纳米比亚定居，而不是继续他们的旅程。

### 德国殖民
1884年，在奥托·冯·俾斯麦的领导下，纳米比亚成为德国的殖民地，以防止英国的侵占，被称为德属西南非洲。开普敦的英国总督帕尔格雷夫通过委员会（Palgrave Commission））确定，只有鲸湾港这个天然深水港值得占领，因此将其并入英属南非的开普省。
从1904年到1907年，赫雷罗人和纳马人拿起武器反对残酷的德国殖民统治。在德国占领者精心策划的惩罚行动中，政府官员下令在奥瓦-赫雷罗和纳马人的种族灭绝行动中消灭土著人。在这场被称为“20世纪第一场种族灭绝”的行动中，德国人系统地杀害了1万名纳马人（占人口的一半）和大约6.5万名赫雷罗人（约占人口的80%）。幸存者在最终从拘留所释放时，受到了剥夺财产、驱逐出境、强迫劳动、种族隔离和歧视的政策，这种制度在许多方面预示了南非1948年建立的种族隔离制度。
大多数非洲人被限制在所谓的土著领域上，1949年后在南非的统治下，这些地区变成了“家园”（班图斯坦）。一些历史学家推测，德国在纳米比亚的种族灭绝是纳粹在大屠杀中的典范。种族灭绝的记忆仍然与独立的纳米比亚的民族身份和与德国的关系有关。
一战期间的1915年，英軍入侵该地，人數不多的德国駐軍很快就向南非軍隊投降，西南非洲被南非占领。1919年，国际联盟将西南非洲交给南非进行委任统治。1946年，联合国托管理事会要求南非将西南非洲作为联合国托管领地，卻遭到南非政府拒绝。

### 取得独立
1949年4月，南非议会通过《西南非洲事务修正法》，将西南非洲作为本国领土对待，并推行种族隔离政策。1958年至1964年间，纳米比亚黑人先后成立西南非洲民族联盟、西南非洲人民组织及西南非洲民族统一民主组织，1966年起，这些组织开始展开反抗南非统治的游擊戰。1968年6月，联合国大会决议将西南非洲更名为纳米比亚。
1980年代，随着国际社会压力增大和南非逐渐实现民主化和种族平等，南非终于同意纳米比亚独立。1990年2月9日，纳米比亚制订了其宪法。3月21日，纳米比亚正式宣布独立，薩姆·努喬馬成为首任总统。1994年，南非將鲸湾港歸還納米比亞。

## 地理
纳米比亚沿岸有狭窄平原。内陆主要由中央高地组成，最高点为海拔2,606米的布兰德山；中央高原从北向南绵延，与米比沙漠接壤，西部是草原、南部是奥兰治河、东部是喀拉哈里沙漠。
南部多沙漠，北部多草原；常年有水的河流极少，該國盛產稀有寶石礦物硼鋁石。

### 气候
纳米比亚主要属干燥的亚热带气候，通常燥热而少雨；年降水量70－100毫米以下。

## 政治
纳米比亚国家元首是納米比亞总统，由人民直接选举产生，每五年举行一次。政府由总理及其内阁组成，总理由总统任命产生。当年独立运动的主要力量纳米比亚人组党（通称西南非洲人民组织），已经放弃了其最初的马克思主义指导思想，但仍然是纳米比亚最大的政党和執政黨。
纳米比亚两院由全国委员会（National Council）和国民議會（National Assembly）组成。全国委员会有26个席位，每个地区委员会各有两个名额，每届任期6年。国民议会有78个席位，其中72名成员由选举产生，另外6名成员由总统任命，每届任期5年。
国民议会是国家的立法机关，而全国委员会则更多地担任顾问的角色。国家最高司法机关是最高法院，法官由总统在司法咨询委员会（the Judicial Service Commission）推荐的基础上任命。
與其他非洲國家比較下，納米比亞除了北部的贊比西區局勢稍微緊張外，大致上與鄰國波札那同為非洲政治局勢較為安定的國家。

## 行政区划
全国被划分为14个行政区（Region）：
| #  | 大区名       | 英文                | 首都         | 英文          | 大区人口 2011年 | 大区面积 平方公里 | 人口密度 人/km² |
| -- | ------------ | ------------------- | ------------ | ------------- | --------------- | ----------------- | --------------- |
| 1  | 库内内区     | Kunene Region       | 奥普沃       | Opuwo         | 68 735          | 86,856            | 0.6             |
| 2  | 奧穆薩蒂區   | Omusati Region      | 烏塔皮       | Outapi        | 228 842         | 26 573            | 9               |
| 3  | 奥沙纳区     | Oshana Region       | 奥沙卡蒂     | Oshakati      | 161 916         | 8 653             | 19              |
| 4  | 奧漢圭納區   | Ohangwena Region    | 埃纳纳       | Eenhana       | 228 384         | 10 703            | 21              |
| 5  | 奥希科托区   | Oshikoto Region     | 楚梅布       | Tsumeb        | 161 007         | 38 653            | 4               |
| 6  | 西卡萬戈區   | Kavango West Region | 恩庫雷恩庫魯 | Nkurenkuru    | 107 905         | 23 166            | 4.7             |
| 7  | 東卡萬戈區   | Kavango East Region | 龙杜         | Rundu         | 115 447         | 25 576            | 4.5             |
| 8  | 赞比西区     | Zambezi Region      | 卡蒂马穆利洛 | Katima Mulilo | 79 826          | 14 528            | 6               |
| 9  | 埃龙戈区     | Erongo Region       | 斯瓦科普蒙德 | Swakopmund    | 107 663         | 63 579            | 2               |
| 10 | 奧喬宗朱帕區 | Otjozondjupa Region | 奥卡汉贾     | Okahandja     | 135 384         | 105 185           | 1               |
| 11 | 奧馬海凱區   | Omaheke Region      | 戈巴比斯     | Gobabis       | 68 039          | 84 612            | 0.8             |
| 12 | 霍马斯区     | Khomas Region       | 温得和克     | Windhoek      | 250 262         | 37 007            | 7               |
| 13 | 哈达普区     | Hardap Region       | 马林塔尔     | Mariental     | 68 249          | 109 651           | 1               |
| 14 | 卡拉斯区     | Karas Region        | 基特曼斯胡普 | Keetmanshoop  | 69 329          | 161 215           | 0.5             |
| ◇  | 纳米比亚     | Namibia             | 温得和克     | Windhoek      | 1 830 330       | 824 116           | 2.1             |

## 经济

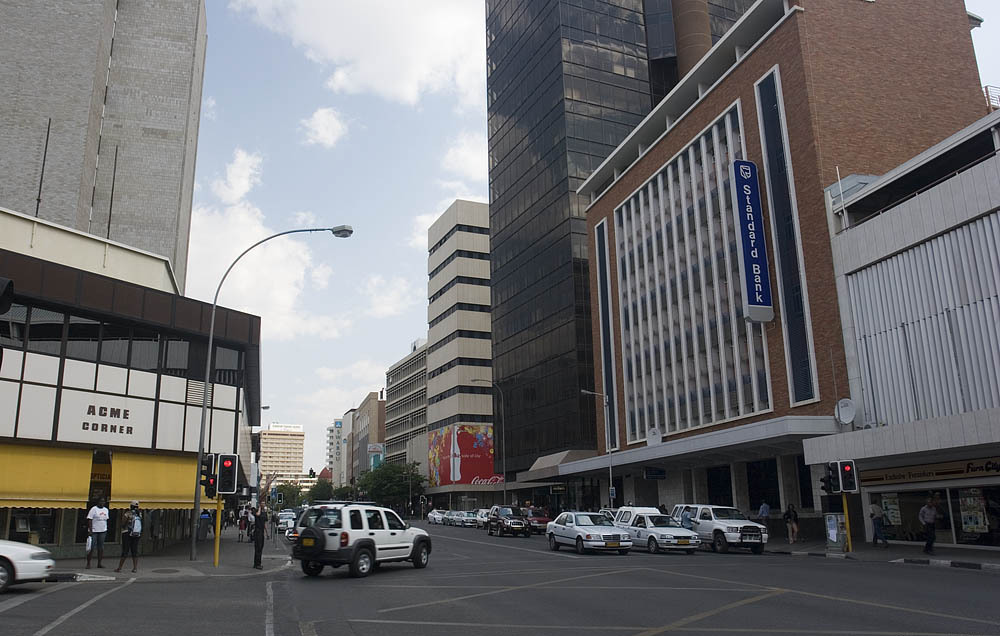
首都温得和克市中心

纳米比亚的经济以矿产出口为主，采矿业占了整个本地生產總值的20％。主要矿产有钻石、铅、铜、锌、银、镉、钒、锗、铀、天然气。纳米比亚是非洲第四大非燃料矿物出口国、世界第五大铀生产国和南半球第二大铅生产国。1997年，钻石产量为141万克拉。
纳米比亚约一半的人口以农业为生，且必须进口食品。虽然人均GDP是非洲贫穷国家人均本地生產總值的5倍，但大多数的纳米比亚人民还是生活在贫穷之中，原因是大范围的失業、巨大的分配不均和外国人大量的财富。纳米比亚经济与南非关系密切。德属西南非洲时期，德国总督林德奎斯特（von Lindequist）引进10头卡拉库尔羊，紫羔皮随后成为纳米比亚地区农牧业的主要出口项目，该地区饲养的卡拉库尔羊数目为世界第一位。工业有肉类加工、鞣皮、鱼类加工和乳业。主要贸易对象为欧盟和美国。
2004年，纳米比亚国民生产总值为147.6亿美元，按购买力折算的人均国民生产总值为7,300美元。2016年，失业率为28.1%。
旅游业产值占国内生产总值的10%左右。2013年共接待外国游客120万，境內擁有眾多國家公園，以其野生動物及自然景觀聞名於世。

## 人口和語言
由於地理環境原因，纳米比亚人口分布极不均衡，40%的人口居住在北方的埃托沙盐湖附近，盐湖附近几个区的人口密度比首都温得和克所在的霍马斯区还高。
纳米比亚的大部分人是非白种人（84％），其中大部分为奥万博族，约占总人口的一半，主要集中在北部地区。除了占大多数的黑人班图族外，还有大群的科伊桑族（例如纳马族（Nama）和布什曼族），这些人都是南非原住民的后裔。科伊桑族人在外表上與班圖族人和白人分別頗大。另外還有共佔總人口約8%的“有色人”（Coloureds）和“巴斯特人”（Basters）。以擁有荷蘭人、德國人、英國人、法國人或葡萄牙人血統為主的白人佔納米比亞總人口的8%，這個比例是撒哈拉沙漠以南的非洲繼南非以後第二大的。2011年人口约210万，人口增长率0.873%。
宗教方面有約80-90％的人信仰基督教，另外有10-20％的人信仰本地的土著信仰。
一半的纳米比亚人将恩頓加語作为第一语言，然而最通俗的语言是南非语。在新一代人中，最广泛的语言是英语。南非语和英语都在公开场合交流使用。虽然官方语言是英语，但大多数白人使用南非语或德语。基督宗教是主要的宗教，而皈依路德會的人是最多。

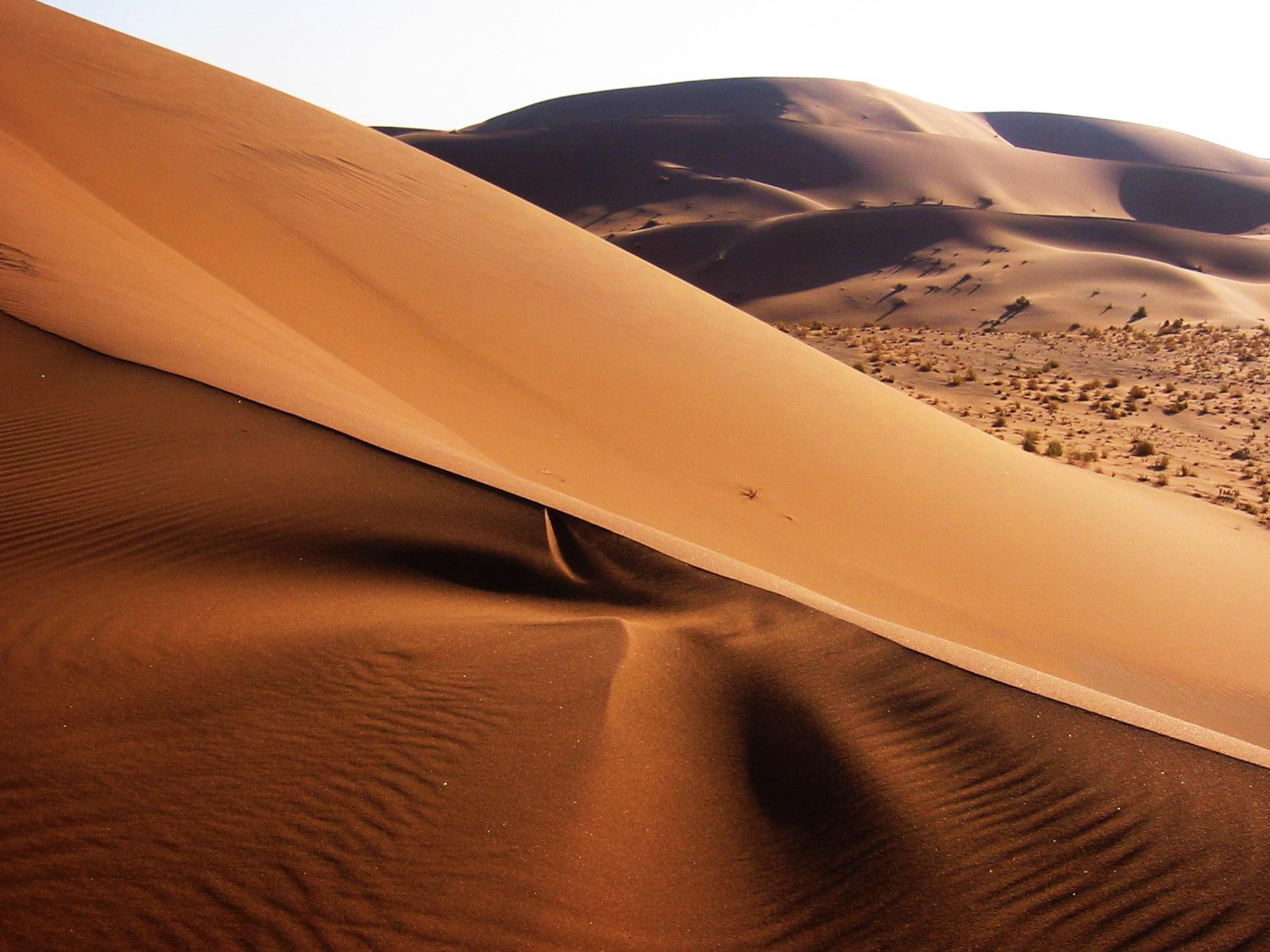
沙漠區
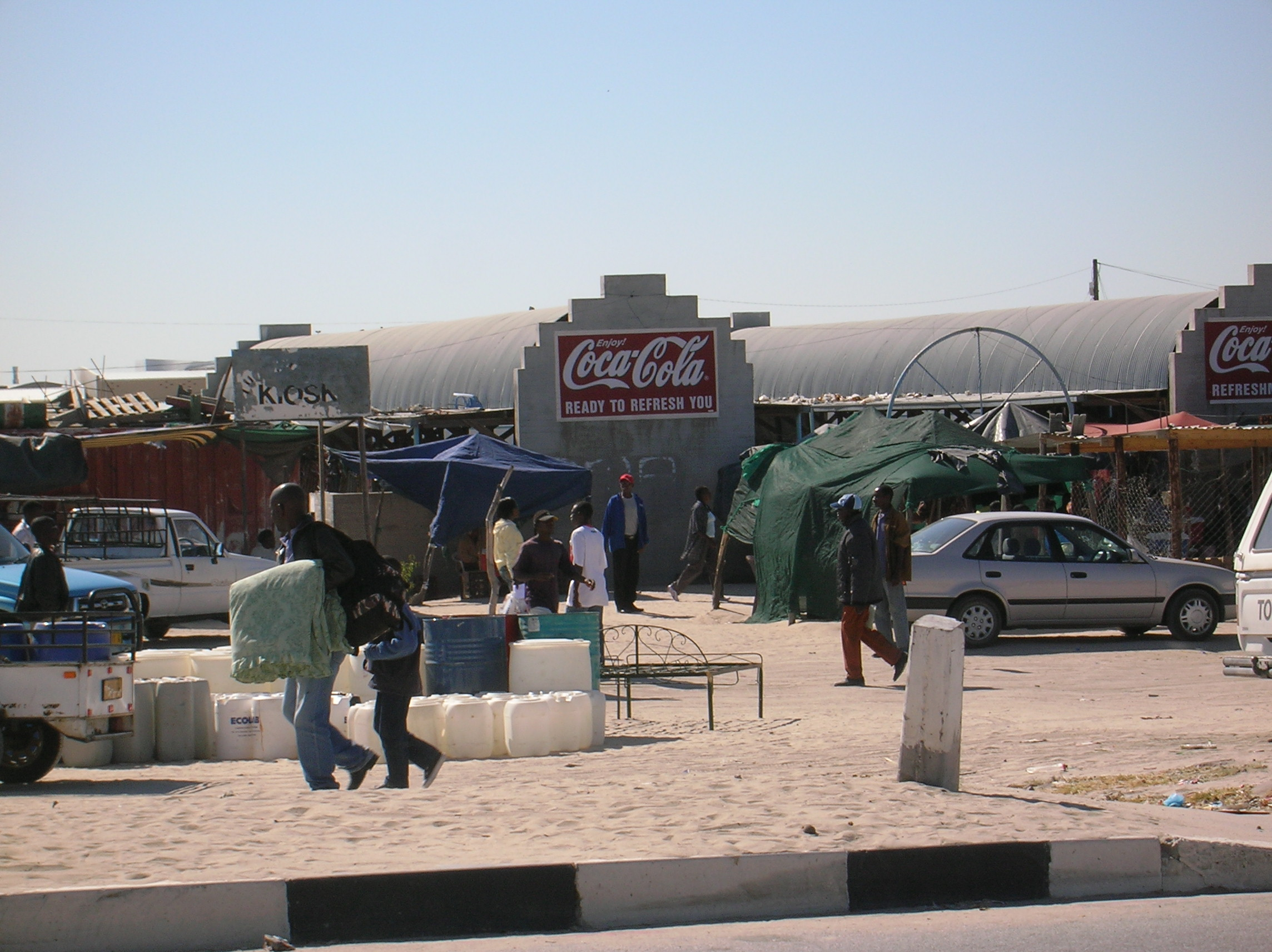
奧沙卡蒂的商業區
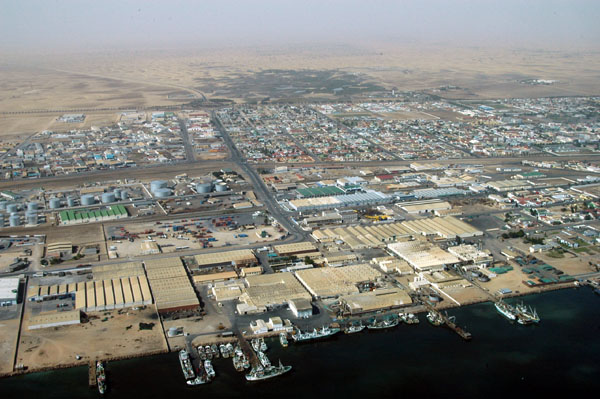
威比斯灣
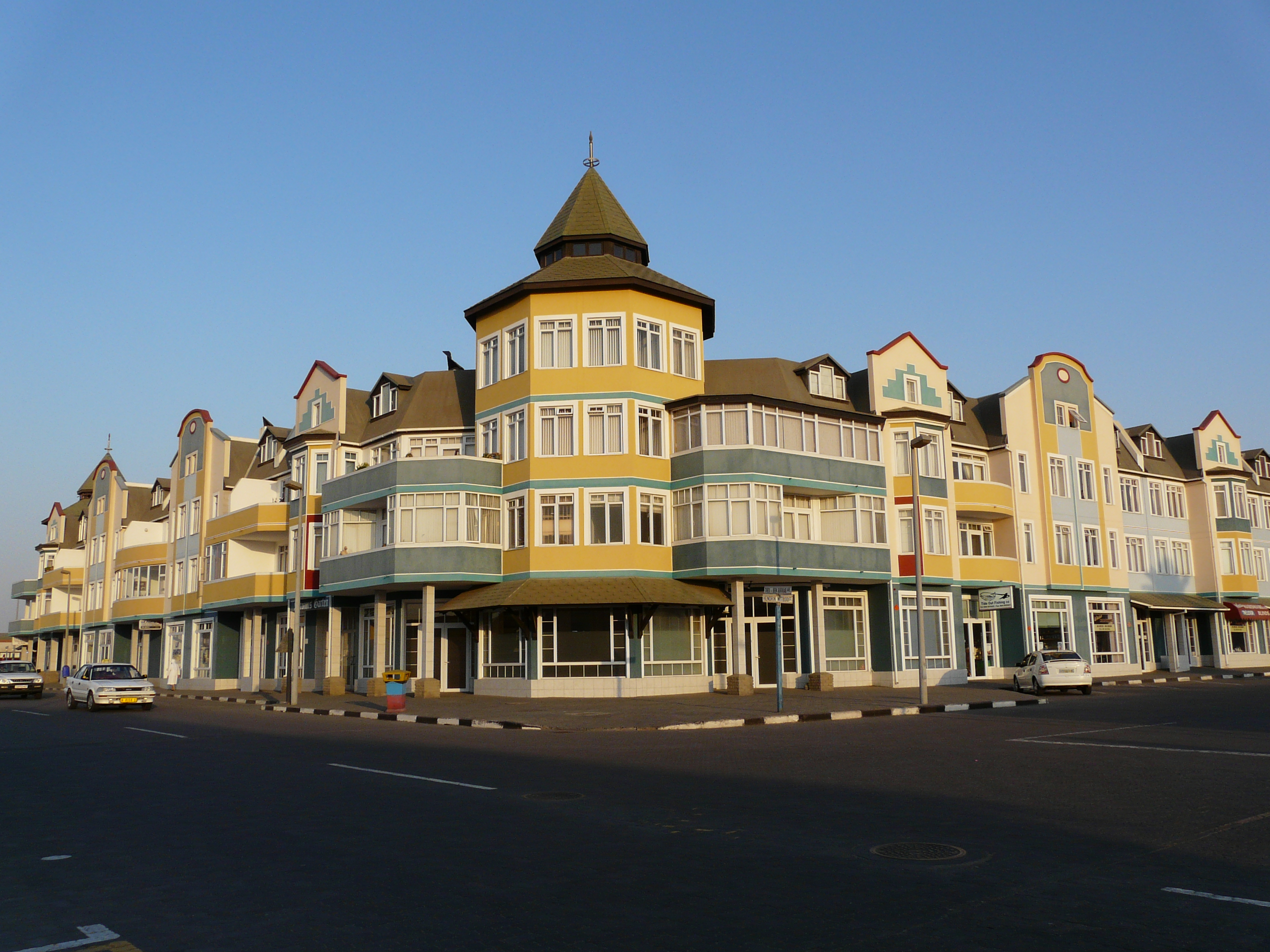
史瓦克朋
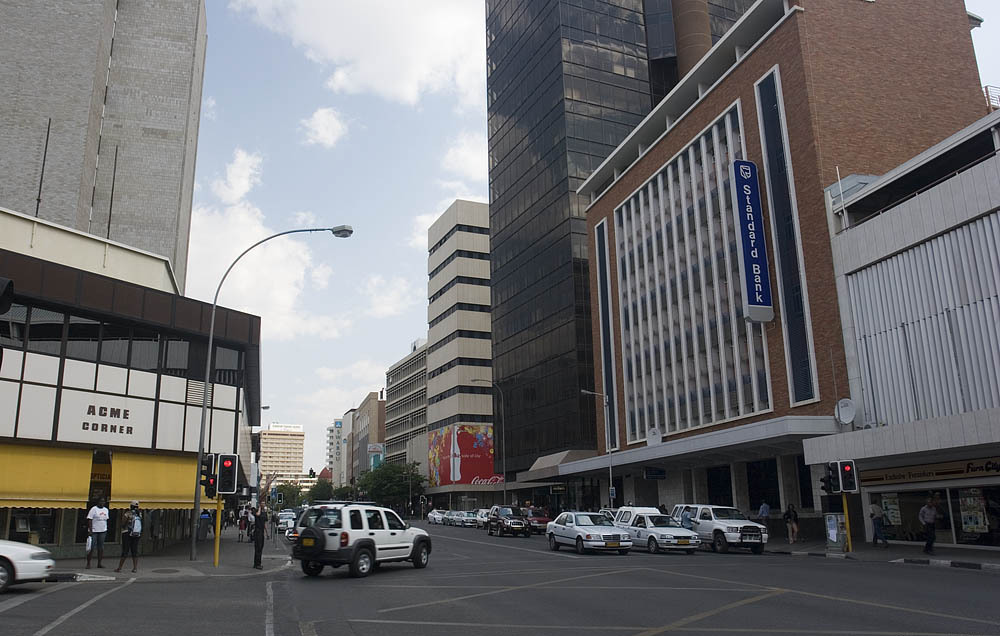
標準銀行分行
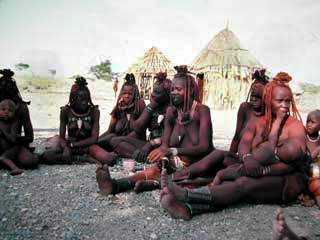
一群辛巴族女人
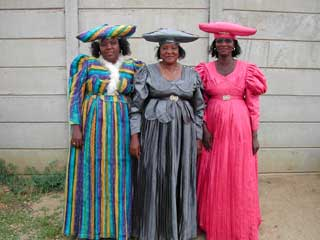
一群在溫得和克的赫雷羅族女人。
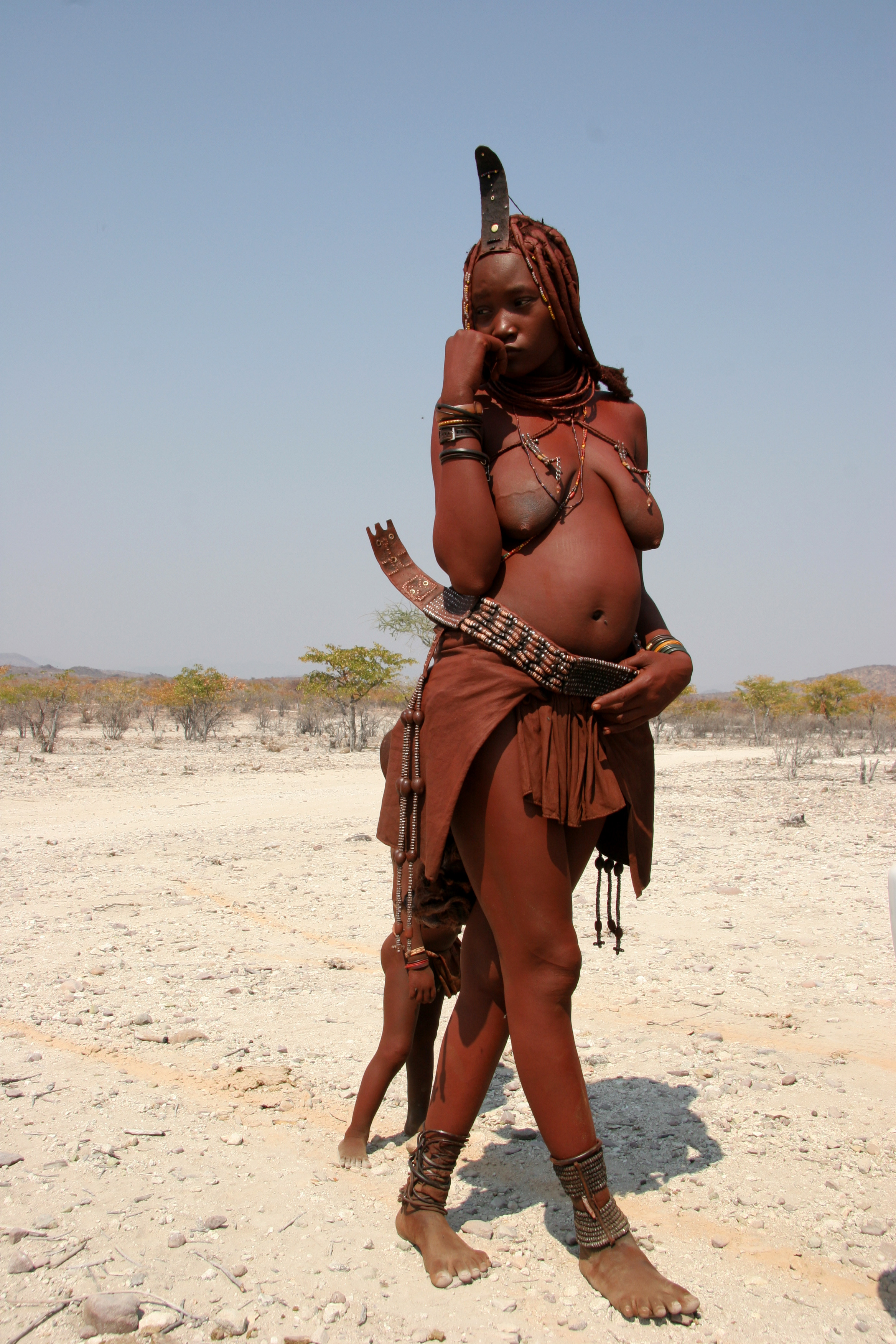
纳米比亚的辛巴族少妇
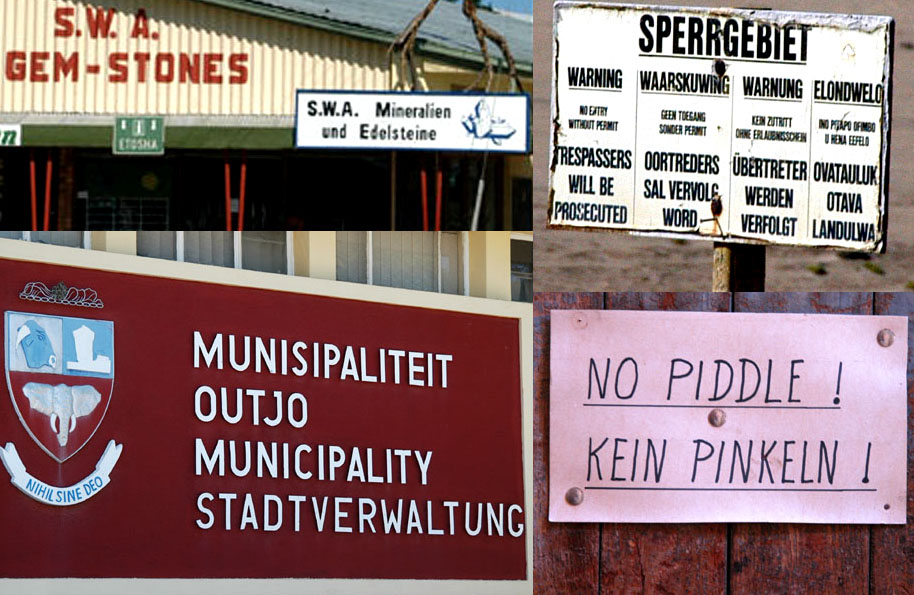
雖然英語是該國的官方語言，但納米比亞是個多語言的國家，這些標示以英語、德語、南非語和奧萬博語寫成

## 重要城镇

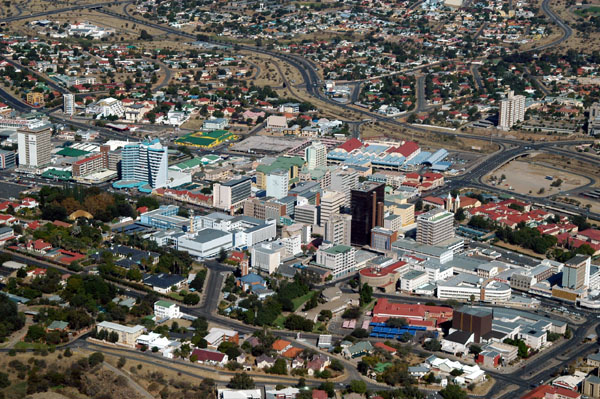
鳥瞰首都溫得和克

除了首都温得和克在国家的中心，其他重要的城镇包括港口城市華維斯灣和斯瓦科普蒙德，还有奧沙卡蒂、赫鲁特方丹、楚梅布和基特曼斯胡普。
- 奥普沃
- 翁丹瓜
- 楚梅布
- 赫鲁特方丹
- 乌萨科斯
- 戈巴比斯
- 溫得和克（国都）
- 鲸湾港
- 马林塔尔
- 呂德里茨
- 浲海姆（Seeheim）
- 卡拉斯堡

| 溫得和克 龍杜 | 1  | 溫得和克     | 霍馬斯區     | 325,858 | 鲸湾港 斯瓦科普蒙德 |
| 溫得和克 龍杜 | 2  | 龍杜         | 东卡万戈区   | 63,431  | 鲸湾港 斯瓦科普蒙德 |
| 溫得和克 龍杜 | 3  | 鲸湾港       | 埃龍戈區     | 62,096  | 鲸湾港 斯瓦科普蒙德 |
| 溫得和克 龍杜 | 4  | 斯瓦科普蒙德 | 埃龍戈區     | 44,725  | 鲸湾港 斯瓦科普蒙德 |
| 溫得和克 龍杜 | 5  | 奧沙卡蒂     | 奧沙納區     | 36,541  | 鲸湾港 斯瓦科普蒙德 |
| 溫得和克 龍杜 | 6  | 里霍博斯     | 哈達普區     | 28,843  | 鲸湾港 斯瓦科普蒙德 |
| 溫得和克 龍杜 | 7  | 卡蒂马穆利洛 | 赞比西区     | 28,362  | 鲸湾港 斯瓦科普蒙德 |
| 溫得和克 龍杜 | 8  | 奧奇瓦龍戈   | 奧喬宗朱帕區 | 28,249  | 鲸湾港 斯瓦科普蒙德 |
| 溫得和克 龍杜 | 9  | 翁丹瓜       | 奧沙納區     | 22,822  | 鲸湾港 斯瓦科普蒙德 |
| 溫得和克 龍杜 | 10 | 奧卡漢賈     | 奧喬宗朱帕區 | 22,639  | 鲸湾港 斯瓦科普蒙德 |

## 外交
至2019年6月为止，纳米比亚已与115个国家建立外交关系。
纳米比亚与其历史上的第一个宗主国德国于1993年起确立特殊国与国关系，该国目前有约45,000名德裔白人定居，有26所学校教授德语课程。
德国、瑞典、挪威、法国和美国是纳米比亚最主要的经济援助国。
1990年3月22日，纳米比亚同中华人民共和国建交。

## 外部連結
維基百科姊妹計劃
- 维基导游上有關纳米比亚的旅行指南
- 維基媒體的納米比亞地圖集 （英文）

其他
- OpenStreetMap上有關纳米比亚的地理
- 《世界概况》上有关Namibia的条目
- 中的“纳米比亚”

22°S 17°E / 22°S 17°E